# Спраг (Небраска)
Спраг (англ. Sprague) — селище (англ. village) в США, в окрузі Ланкастер штату Небраска. Населення — 136 осіб (2020).

## Географія
Спраг розташований за координатами 40°37′36″ пн. ш. 96°44′41″ зх. д. / 40.62667° пн. ш. 96.74472° зх. д. (40.626554, -96.744675).  За даними Бюро перепису населення США в 2010 році селище мало площу 0,26 км², уся площа — суходіл.

## Демографія
Згідно з переписом 2010 року, у селищі мешкали 142 особи в 61 домогосподарстві у складі 41 родини. Густота населення становила 538 осіб/км².  Було 63 помешкання (239/км²).
Расовий склад населення:
| - 97,2 % — білих |

До двох чи більше рас належало 2,1 %. Частка іспаномовних становила 1,4 % від усіх жителів.
За віковим діапазоном населення розподілялося таким чином: 22,5 % — особи молодші 18 років, 61,3 % — особи у віці 18—64 років, 16,2 % — особи у віці 65 років та старші. Медіана віку мешканця становила 39,0 року. На 100 осіб жіночої статі у селищі припадало 105,8 чоловіків;  на 100 жінок у віці від 18 років та старших — 96,4 чоловіків також старших 18 років.
Середній дохід на одне домашнє господарство  становив 70 885 доларів США (медіана — 51 875), а середній дохід на одну сім'ю — 91 453 долари (медіана — 77 500). За межею бідності перебувало 10,7 % осіб, у тому числі 26,7 % дітей у віці до 18 років та 2,9 % осіб у віці 65 років та старших.
Цивільне працевлаштоване населення становило 78 осіб. Основні галузі зайнятості: освіта, охорона здоров'я та соціальна допомога — 25,6 %, транспорт — 11,5 %, науковці, спеціалісти, менеджери — 9,0 %, мистецтво, розваги та відпочинок — 9,0 %.